# Vysšaja Liga (Tagikistan)
La Vysšaja Liga è il massimo livello del campionato tagiko di calcio, nonché la principale competizione calcistica del Tagikistan. Fu istituita nel 1992, dopo l'indipendenza del paese dall'Urss.
Il torneo è gestito attualmente dalla Federazione calcistica del Tagikistan, che dal 1994 è affiliata all'AFC e alla FIFA.
Il primo campionato, quello del 1992, fu vinto dall'attuale CSKA Pamir, reduce già di buoni risultati nel precedente campionato sovietico, ma spetta all'Istiklol il vanto del maggior numero di titoli ottenuti (10).

## Squadre

### Edizione 2023
| Squadra          | Città        | Stadio                            |
| ---------------- | ------------ | --------------------------------- |
| CSKA Pamir       | Dušanbe      | CSKA Stadium                      |
| Eskhata Khujand  | Khujand      | Bistsolagii Istiqloliyati Stadium |
| Fayzkand         | Hulbuk       | Central Stadium                   |
| Istiklol         | Dušanbe      | Central Republican Stadium        |
| Vachš            | Bokhtar      | Tsentralnyi Stadium               |
| Khosilot Farkhor | Farkhor      | Central Stadium                   |
| Khujand          | Xuçand       | 20 Years of Independence Stadium  |
| Kuktoš           | Chorgulteppa | Rudaki Stadium                    |
| Ravšan           | Külob        | Central Stadium                   |
| Regar-TadAZ      | Tursunzoda   | TALCO Arena                       |

## Albo d'oro

### Epoca Sovietica
- 1937: Dinamo Stalinabad
- 1938-47: non disputato
- 1948: Sbornaya Gissara
- 1949: Dinamo Stalinabad
- 1950: Dinamo Stalinabad
- 1951: Dinamo Stalinabad
- 1952: Profsoyuz Leninabad
- 1953: Dinamo Stalinabad
- 1954: Profsoyuz Leninabad
- 1955: Dinamo Stalinabad
- 1956: Metallurg Leninabad
- 1957: Taksobaza Stalinabad
- 1958: Dinamo Stalinabad
- 1959: Kuroma Taboshary
- 1960: Pogranichnik Dušanbe
- 1961: Vachš Kurgan-Tyube
- 1962: Pogranichnik Dušanbe
- 1963: DSA Dušanbe
- 1964: Zvezda Dušanbe
- 1965: Zvezda Dušanbe
- 1966: Volga Dušanbe
- 1967: Irrigator Dušanbe
- 1968: Irrigator Dušanbe
- 1969: Irrigator Dušanbe
- 1970: Pedagogichesky Institut Dušanbe
- 1971: TIFK Dušanbe
- 1972: Neftyanik Leninsky Rayon
- 1973: Politekhnichesky Institut Dušanbe
- 1974: SKIF Dušanbe
- 1975: SKIF Dušanbe
- 1976: SKIF Dušanbe
- 1977: Metallurg Regar
- 1978: Pakhtakor Kurgan-Tyube
- 1979: Trudovye Rezervy Dušanbe
- 1980: Chashma Shaartuz
- 1981: Trikotazhnik Ura-Tyube
- 1982: Trikotazhnik Ura-Tyube
- 1983: Trikotazhnik Ura-Tyube
- 1984: Trikotazhnik Ura-Tyube
- 1985: Vakhsh Kurgan-Tyube
- 1986: SKIF Dušanbe
- 1987: SKIF Dušanbe
- 1988: SKIF Dušanbe
- 1989: Metallurg Tursun-Zade
- 1990: Avtomobilist Kurgan-Tyube
- 1991: Sokhibkor Dušanbe

### Post Indipendenza
| Anno | Vincitore      | Vice Campione        |
| ---- | -------------- | -------------------- |
| 1992 | CSKA Pamir     | Regar-TadAZ          |
| 1993 | Sitora Dušanbe | CSKA Pamir           |
| 1994 | Sitora Dušanbe | CSKA Pamir           |
| 1995 | CSKA Pamir     | Istaravšan           |
| 1996 | Dynamo Dušanbe | Sitora Dušanbe       |
| 1997 | Vachš          | Ranjbar Vosse        |
| 1998 | Varzob Dušanbe | Khujand              |
| 1999 | Varzob Dušanbe | Khujand              |
| 2000 | Varzob Dušanbe | Regar-TadAZ          |
| 2001 | Regar-TadAZ    | Panjsher Kolkhozabad |
| 2002 | Regar-TadAZ    | Khujand              |
| 2003 | Regar-TadAZ    | Khujand              |
| 2004 | Regar-TadAZ    | Vachš                |
| 2005 | Vachš          | Regar-TadAZ          |
| 2006 | Regar-TadAZ    | Hima                 |
| 2007 | Regar-TadAZ    | Parvoz               |
| 2008 | Regar-TadAZ    | Parvoz               |
| 2009 | Vachš          | Regar-TadAZ          |
| 2010 | Istiklol       | Regar-TadAZ          |
| 2011 | Istiklol       | Regar-TadAZ          |
| 2012 | Ravšan         | Regar-TadAZ          |
| 2013 | Ravšan         | Istiklol             |
| 2014 | Istiklol       | Khayr Vahdat         |
| 2015 | Istiklol       | Khujand              |
| 2016 | Istiklol       | Khosilot Farkhor     |
| 2017 | Istiklol       | Khujand              |
| 2018 | Istiklol       | Khujand              |
| 2019 | Istiklol       | Khujand              |
| 2020 | Istiklol       | Khujand              |
| 2021 | Istiklol       | Khujand              |
| 2022 | Istiklol       | Ravšan               |
| 2023 | Istiklol       | Ravšan               |
| 2024 | Istiklol       | Khujand              |

## Vittorie per squadra
| Club                 | Vittorie | Secondi posti | Anni campione                                                                |
| -------------------- | -------- | ------------- | ---------------------------------------------------------------------------- |
| Istiklol             | 13       | 1             | 2010, 2011, 2014, 2015, 2016, 2017, 2018, 2019, 2020, 2021, 2022, 2023, 2024 |
| Regar-TadAZ          | 7        | 7             | 2001, 2002, 2003, 2004, 2006, 2007, 2008                                     |
| Vachš                | 3        | 1             | 1997, 2005, 2009                                                             |
| Varzob Dušanbe       | 3        | -             | 1998, 1999, 2000                                                             |
| SKA Pamir            | 2        | 2             | 1992, 1995                                                                   |
| Ravšan               | 2        | 2             | 2012, 2013                                                                   |
| Sitora Dušanbe       | 2        | 1             | 1993, 1994 (club scomparso nel 1997)                                         |
| Dynamo Dušanbe       | 1        | -             | 1996                                                                         |
| Khujand              | -        | 10            | -----                                                                        |
| Parvoz               | -        | 2             | -----                                                                        |
| Panjsher Kolkhozabad | -        | 1             | -----                                                                        |
| Ranjbar Vosse        | -        | 1             | -----                                                                        |
| Istaravšan           | -        | 1             | -----                                                                        |
| Hima                 | -        | 1             | -----                                                                        |
| Khayr Vahdat         | -        | 1             | -----                                                                        |
| Khosilot Farkhor     | -        | 1             | -----                                                                        |

## Capocannonieri
| Anno | Miglior marcatore   | Squadra                    | Gol |
| 1992 | Umed Alidodov       | SKA Pamir                  | 11  |
| 1993 | -                   | -                          | -   |
| 1994 | -                   | -                          | -   |
| 1995 | -                   | -                          | -   |
| 1996 | -                   | -                          | -   |
| 1997 | Rustam Usmanov      | Vachš                      | 20  |
| 1998 | Nozir Rizomov       | Saddam Sarband             | 23  |
| 1999 | Oraz Nazarov        | Varzob Dušanbe             | 27  |
| 2000 | Mansurjon Khakimov  | Khujand                    | 28  |
| 2001 | Pirmurod Burkhonov  | Regar-TadAZ                | 19  |
| 2002 | Jomikhon Muhiddinov | Khujand                    | 29  |
| 2003 | Osimjon Boboyev     | Regar-TadAZ                | 38  |
| 2004 | Suhrob Hamidov      | Regar-TadAZ                | 33  |
| 2005 | Ahtam Hamrokulov    | Vachš                      | 12  |
| 2006 | Fozil Sattorov      | Tajik Telecom Qurghonteppa | 20  |
| 2007 | Sukhrob Hamidov     | Hima                       | 21  |
| 2008 | -                   | -                          | -   |
| 2009 | -                   | -                          | -   |
| 2010 | Yusuf Rabiev        | Istiklol                   | 30  |